# Демму, Абдельгани
Абдельгани Демму (араб. عبد الغني دمو‎; 29 января 1989, Мохаммедия) — алжирский футболист, защитник клуба «Ухуд».

## Клубная карьера
Абдельгани Демму — воспитанник алжирского клуба «Сарри Амель» из своего родного города. Летом 2010 года он перешёл в клуб алжирской Лиги 1 «УСМ Эль Хараш». 25 сентября того же года Демму дебютировал в ней, выйдя в основном составе в домашнем поединке против команды «Бордж-Бу-Арреридж». В первом сезоне за «УСМ Эль Хараш» он дошёл вместе с клубом до финала Кубка Алжира, в котором сильнее оказалась «Кабилия» со счётом 1:0. Летом 2013 года Демму перешёл в «ЕС Сетиф», вместе с которым стал победителем Лиги чемпионов КАФ 2014 года, отыграв полностью все два финальных матча с конголезской командой «Вита». Летом 2015 года Демму подписал контракт с клубом «МК Алжир».

## Карьера в сборной
Абдельгани Демму был вызван в состав сборной Алжира на гостевой матч со сборной Сейшельских Островов, проходивший 2 июня 2016 года в рамках отборочного турнира Кубка африканских наций 2017. На поле он так и не вышел, оставшись в запасе.
Абдельгани Демму был включён в состав олимпийской сборной Алжира, игравшей на футбольном турнире Олимпийских игр 2016 года в Рио-де-Жанейро. На этом соревновании он провёл два матча: выходя в основном составе в поединках против олимпийских сборных Гондураса и Аргентины, в обеих встречах он получил по жёлтой карточке.